# Diue
diue（ディウ）は日本の女性ミュージシャン、佐藤あいによるソロ・プロジェクト。

## 略歴
坂本龍一氏の番組『J-WAVE RADIO SAKAMOTO』にノミネートされた事を きっかけに本格的に音楽活動を開始。別名義での活動を経て 2016年 ソロユニットとして始動。作詞、作曲、編曲を手掛ける。
2015年11月より ラジオ局 渋谷クロスFMにて、音楽と映画の番組『TOKYOadd9』のパーソナリティーを担当。
2017年1月、TOWER RECORDS のレーベル Here Play Pop!より1st mini album 『Primary Code』リリース。
2020年8月 インドネシア出身シンガー、Alvin（Fontana Folle）とコラボしたニューシングル、「ミラージュブルー/ Memories」をdiue feat. Alvin名義で約3年ぶりに配信リリースした。この作品はHummer Label の森達彦がミックスを手掛けている。
2021年8月、菊地智敦プロデュース、井上泰久編曲　The RightTracks Project 第二弾シングル、『What if』にボーカルとして参加。
2021年12月、音楽プロデューサー、&mkzとコラボしたシングル、『まどろみ』を配信リリース。
2022年12月、&mkzとのコラボ曲『Letters』を配信リリース。
2024年2月『Navy Kiss』を配信リリース。

## タイアップ
- Hush Puppies Apparel  「父の日に送ろうハッシュパピー」TV CM
- 2017年 ジャパンビーチバレーボールツアー2017応援ソング
- ジャパンビーチバレーバレーボールツアー2019 南あわじ大会応援ソング（2019年6月29,30日）

## 楽曲提供
- Fontana Folle 『Into The Night』作詞

## 作品

### シングル
- 『ミラージュブルー』feat. Alvin （2020年8月5日）
- 『Memories』feat. Alvin （2020年8月5日）
- 『What if』The RightTracks Project feat. diue（2021年8月20日）
- 『まどろみ』diue feat. &mkz（2021年12月1日）
- 『Letters』diue feat. &mkz（2022年12月14日）
- 『Navy Kiss』（2024年2月7日）
- 『サプリ』（2024年5月1日）
- 『流星の街』（2024年12月11日）

### アルバム
- 『Primary Code』（2017年1月11日）

## 出演
- 『HITS ONE powered by Billboard JAPAN』（TOKYO FM）
- 『TOKYO add9』（Shibuya Cross-FM）[4]
- 映画を観るイベント『ROOFTOP CINEMA』（銀座SIX）ナレーション
- JUHLA FESTIVAL 2022（養源寺）MC

## ミュージックビデオ
- 監督 須藤中也　曲名『Primary Code』[5]